# Cantó de Niolu-Omessa
El cantó de Niolu-Omessa és una divisió administrativa francesa situat al departament de l'Alta Còrsega i a la Col·lectivitat Territorial de Còrsega.

## Geografia

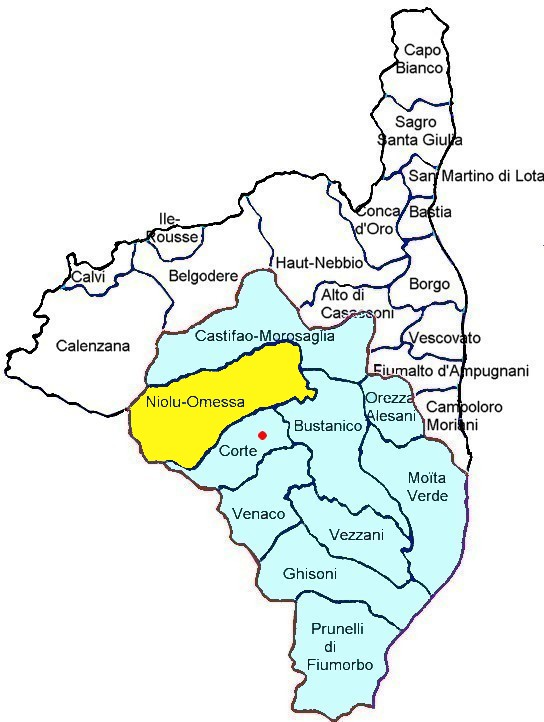
Localització del cantó de Niolu-Omessa

S'estén sobre la pieve de Niolu (l'alta vall del Golu), la pieve de Ghjvellina (vall mitjana de Golu), i un part del pieve de Tàlcini.

## Administració
| Període | Identitat                | Partit                  | Qualitat              |  |
| ------- | ------------------------ | ----------------------- | --------------------- |  |
| 2004    | Jean-Baptiste Castellani | Unió Liberal de Progrés | alcalde de Calacuccia |  |

## Composició
| Nom                           | Població | Codi Postal | Codi Insee |  |
| ----------------------------- | -------- | ----------- | ---------- |  |
| Albertacce                    | 200      | 20224       | 2B007      |  |
| Calacuccia                    | 340      | 20224       | 2B047      |  |
| Casamaccioli                  | 100      | 20224       | 2B073      |  |
| Castiglione (I Castiglioni)   | 25       | 20218       | 2B081      |  |
| Castirla                      | 186      | 20236       | 2B083      |  |
| Corscia                       | 155      | 20224       | 2B095      |  |
| Lozzi                         | 132      | 20224       | 2B147      |  |
| Omessa                        | 537      | 20236       | 2B193      |  |
| Piedigriggio (Pedigrisgiu)    | 124      | 20218       | 2B220      |  |
| Popolasca (Upulasca)          | 36       | 20218       | 2B244      |  |
| Prato-di-Giovellina (U Pratu) | 40       | 20218       | 2B248      |  |
| Soveria                       | 68       | 20250       | 2B289      |  |

## Demografia
| 1962  | 1968  | 1975  | 1982  | 1990  | 1999  |
| ----- | ----- | ----- | ----- | ----- | ----- |
| 2.789 | 3.043 | 2.720 | 2.372 | 1.826 | 1.943 |